# Lorda (Alta Garona)
Lorda (francès Lourde) és un municipi del departament francès de l'Alta Garona, a la regió d'Occitània.